# Filisc d'Abidos
Filisc (en llatí Philiscus, en grec antic Φιλίσκος) fou un polític grec, ciutadà d'Abidos, que l'any 368 aC el sàtrapa Ariobarzanes va enviar a Grècia, per aconseguir la reconciliació entre tebans i espartans; anava proveït amb força diners i autoritzat pel rei persa Artaxerxes II.
Però en un concili que va tenir lloc a Delfos, no va aconseguir el seu objectiu principal, ja que els tebans van refusar renunciar a la seva sobirania sobre Beòcia i Esparta no va voler reconèixer la independència de Messènia. Després d'això Filisc va deixar un cos de dos mil mercenaris al servei d'Esparta, va tornar a Àsia. Havia obtingut, igual que Ariobarzanes, la ciutadania atenenca.
Tot seguit es va apoderar del govern d'algunes ciutats gregues, amb la suposada protecció del sàtrapa. Va governar tirànicament i finalment va ser assassinat per Tersàgores i Execest a Làmpsac, segons Xenofont i Diodor de Sicília.